# Ralph Glyn (1er baron Glyn)
Ralph George Campbell Glyn (3 mars 1884 - 1er mai 1960) est soldat et homme politique du Parti conservateur au Royaume-Uni. Il est député de 1918 à 1922 et de 1924 à 1953.

## Jeunesse
Glyn est né le 3 mars 1884, fils d'Edward Glyn, évêque de Peterborough et de Lady Emma Mary, fille de George Campbell (8e duc d'Argyll). Son père est le plus jeune fils de George Glyn (1er baron Wolverton). Il fait ses études à Wixenford, Harrow et au Collège militaire royal de Sandhurst .

## Carrière
Glyn combat pendant la Première Guerre mondiale, au cours de laquelle il est mentionné dans des dépêches et reçoit la Croix militaire.
Aux élections générales de 1918, Glyn est élu député unioniste de la circonscription écossaise de Clackmannan et Eastern Stirlingshire. Cependant, il perd son siège aux élections générales de 1922, arrivant troisième avec 28% des voix. L'année suivante, aux élections générales de 1923, Glyn se présente au siège conservateur d'Abingdon, où le député Arthur Loyd ne se représente pas. La majorité de Lloyd en 1922 n'était que de 640 voix et Glyn perd par 254 voix (1,2% du total) face au candidat libéral Edward Lessing.
Cependant, aux élections générales de 1924, Glyn augmente considérablement son score et remporte le siège avec une majorité de plus de 4 000 voix. Il représente la circonscription pendant près de trente ans et est réélu sans opposition aux élections de 1931 et aux élections de 1935. Il est fait baronnet le 21 janvier 1934, de Farnborough Downs, dans le comté de Berkshire, et en 1953, il est élevé à la pairie comme baron Glyn, de Farnborough dans le comté de Berkshire.

## Vie privée
Lord Glyn épouse Sibell Vanden Bempde-Johnstone, fille de Francis Vanden-Bempde-Johnstone, 2e baron Derwent et veuve du brigadier-général Walter Long, en 1921. Elle est la mère de Walter Long (2e vicomte Long). Il n'y a pas d'enfants du mariage. Lady Glyn est décédée en 1958. Lord Glyn lui a survécu deux ans et est décédé dans l'Oxfordshire en 1960, à l'âge de 75 ans, et la baronnie s'éteint.
Glyn est membre du conseil d'administration de l'école Abingdon de 1924-1952 et de nouveau de 1955-1960 en plus d'être le vice-président des gouverneurs de 1958 jusqu'à sa mort en 1960  et le maire d'Abingdon .

## Sources
- F. W. S. Craig, British parliamentary election results 1918-1949, Chichester, Parliamentary Research Services, 1983 (1re éd. 1969) (ISBN 0-900178-06-X)